# Alice Claypoole Vanderbilt
Alice Claypoole Vanderbilt (née Gwynne ; 11 novembre 1845 - 24 avril 1934) est l'épouse de Cornelius Vanderbilt II et est matriarche de la famille Vanderbilt pendant plus de 60 ans.

## Jeunesse
Alice Claypoole Gwynne est née le 11 novembre 1845 à Cincinnati, Ohio. Alice, qui grandit aussi à Cincinnati, est la fille de l'avocat Abraham Evan Gwynne et de sa femme, Rachel Moore Flagg. Après la mort de son père en 1855, sa mère se remarie avec Albert Mathews, qui écrit sous le nom de Paul Siogvolk (en). Les frères et sœurs d'Alice sont David Eli Gwynne, Abram Evan Gwynne, Cettie Moore (née Gwynne) Shepherd et Edith Olivia (née Gwynne) Gill.
Elle est la petite-fille de Henry Collins Flagg, ancien maire de New Haven, Connecticut, et l'arrière-arrière-petite-fille du major Ebenezer Flagg, qui sert dans le 1st Rhode Island Regiment pendant la révolution américaine et est tué au combat en 1781. Ses oncles maternels sont George Whiting Flagg (en), un peintre, et Jared Bradley Flagg (en), un promoteur immobilier et aussi un peintre. Par Jared Flagg, elle est une cousine germaine de l'architecte Ernest Flagg (en).
Alice est issue d'une vieille famille du Rhode Island et parmi ses ancêtres figurent Roger Williams, qui fonde l'État du Rhode Island, et Samuel Ward Sr., un ancien gouverneur du Rhode Island. De nombreux membres de la famille Flagg sont enterrés dans le cimetière de Newport Island. L'affection d'Alice pour Newport reflète cette association de ses premiers ancêtres coloniaux avec la ville.

## Mariage et enfants

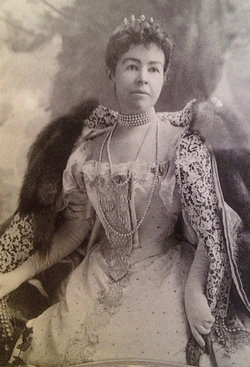
Portrait d'Alice Vanderbilt, v. 1895

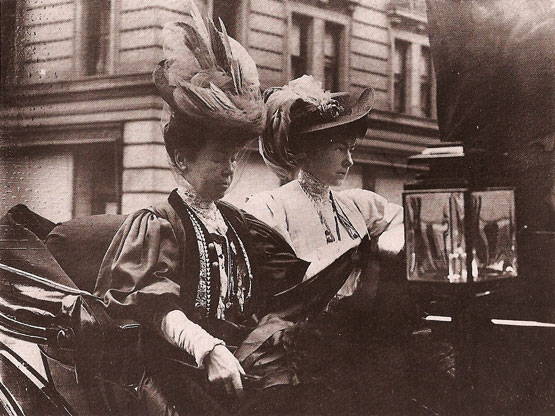
Avec sa fille Gertrude en 1895

Alors qu'elle enseigne à l'école du dimanche à l'église épiscopale Saint-Barthélemy à New York, elle rencontre Cornelius Vanderbilt II, le fils aîné de William Henry Vanderbilt et de Maria Louisa Kissam. Ils se marient le 4 février 1867 à l'église de l'Incarnation sur Madison Avenue à New York.
Ensemble, ils ont quatre fils et trois filles :
- Alice Gwynne Vanderbilt (1869-1874), décédée jeune[5].
- William Henry "Bill" Vanderbilt II (1870-1892), décédé de la fièvre typhoïde alors qu'il est étudiant à l'université Yale[5]
- Cornelius "Neily" Vanderbilt III (1873-1942), qui est déshérité pour avoir épousé Grace Graham Wilson contre la volonté de ses parents[6]
- Gertrude Vanderbilt (1875-1942), qui épouse Harry Payne Whitney[7]. Elle est une artiste qui fonde le Whitney Museum
- Alfred Gwynne Vanderbilt (1877-1915), un homme d'affaires décédé à bord du RMS Lusitania
- Reginald Claypoole Vanderbilt (1880-1925), un passionné d'équitation[8]
- Gladys Moore Vanderbilt (1886-1965), qui épouse le comte László Széchenyi[9]

## Veuvage
Le mari d'Alice Vanderbilt est décédé d'une hémorragie cérébrale le 12 septembre 1899, dans leur maison de New York au 1 West 57th Street. Sa succession au moment de son décès est évaluée à 72 999 867 $ (équivalent à 2,27 milliards en dollars 2016), dont 20 millions $ dans l'immobilier.
Alice vit encore 35 ans jusqu'à sa mort le 22 avril 1934, dans sa maison du 857 Fifth Avenue à Manhattan, où elle déménage après la vente en 1926 du manoir de la 57th Street (qui est ensuite démoli).
Son plus jeune enfant, la comtesse Széchenyi, hérite à la fois de l'immense « cottage » d'été (The Breakers à Newport) et de la maison de ville new-yorkaise au 857 Fifth Avenue (l'ancienne résidence de George Jay Gould). Gertrude reçoit le produit de la vente du 1 West 57th Street, totalisant 7 000 000 $.

## Richesse

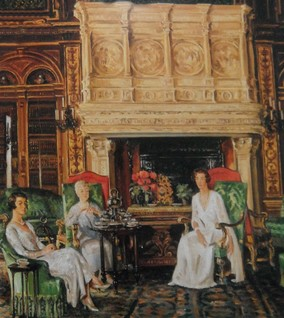
Mme. Cornelius Vanderbilt II et ses filles, Gladys et Gertrude, prenant le thé dans la bibliothèque de The Breakers à Newport, Rhode Island (William Bruce Ellis Ranken, 1932).

Alice est responsable de la construction de plusieurs maisons familiales massives, dont l'agrandissement du 1 West 57th Street, ce qui en fait la plus grande résidence privée jamais construite dans une ville américaine à l'époque. Elle joue également un rôle dans la construction de The Breakers à Newport.
En 1914, elle est responsable de la construction du bâtiment Gwynne à Cincinnati, Ohio, site du premier magasin de Procter & Gamble et plus tard du siège social de l'entreprise. Après sa mort, son fils Neily devient propriétaire du bâtiment Gwynne.
Alice fait des dons à diverses causes caritatives. Tout au long de sa vie, elle est une grande bienfaitrice du YMCA, de l'Armée du salut, de la Croix-Rouge, de l'église Trinity et de l'église St. Bartholomew. Elle et son mari font don de Vanderbilt Hall au Yale College en mémoire de leur fils aîné, Bill, un étudiant là-bas à sa mort en 1892. Elle donne les portes d'entrée de son ancien manoir au 1 West 57th Street à placer dans Central Park. Elle fait également don d'un établissement à l'hôpital de Newport en 1903 à la mémoire de son défunt mari.